# Maroun Khoury Sader
Maroun Khoury Sader (* 25. Dezember 1926 in Ain Ebel; † 26. August 2015) war ein maronitischer Geistlicher und Erzbischof von Tyros.

## Leben
Maroun Khoury Sader empfing am 11. Mai 1952 die Priesterweihe.
Papst Johannes Paul II. ernannte ihn am 1. Juni 1992 zum Erzbischof von Tyros. Der Maronitische Patriarch von Antiochien und des ganzen Orients, Nasrallah Boutros Sfeir, spendete ihm am 18. Juli des nächsten Jahres die Bischofsweihe; Mitkonsekratoren waren Roland Aboujaoudé, Weihbischof in Antiochien, und Joseph Merhi CML, Bischof von Kairo. 
Am 25. September 2003 nahm Papst Johannes Paul II. seinen altersbedingten Rücktritt an.